# 鴨田南町
鴨田南町（かもだみなみちょう）は愛知県岡崎市岩津地区の町名。丁番を持たない単独町名である。

## 地理
岡崎市の北西部に位置する。

### 番地
| - 1 - 2 - 3 - 4 | - 5 - 6 - 7 - 8 | - 9 - 10 - 11 |

## 世帯数と人口
2019年（令和元年）5月1日現在の世帯数と人口は以下の通りである。
| 町丁     | 世帯数  | 人口  |
| -------- | ------- | ----- |
| 鴨田南町 | 225世帯 | 485人 |

### 人口の変遷
国勢調査による人口の推移
| 1995年（平成7年）  | 425人 | [ 6 ]  |  |
| 2000年（平成12年） | 428人 | [ 7 ]  |  |
| 2005年（平成17年） | 411人 | [ 8 ]  |  |
| 2010年（平成22年） | 425人 | [ 9 ]  |  |
| 2015年（平成27年） | 459人 | [ 10 ] |  |

## 小・中学校の学区
市立小・中学校に通う場合、学区は以下の通りとなる。
| 番・番地等 | 小学校               | 中学校           |
| ---------- | -------------------- | ---------------- |
| 全域       | 岡崎市立大樹寺小学校 | 岡崎市立北中学校 |

## 歴史
額田郡鴨田村を前身とする。8世紀中頃に、額田八郷の一つとして鴨田郷ができた。
中世、1467年、鴨田郷に分立されていた松平氏第4代松平親忠が、井田野合戦で勝利したのち戦死者を弔うため、勢誉愚底を招いて井田野の地に念仏堂（現西光寺）を建立し、千人塚を築いた。西光寺は岡崎観光きらり百選に、 千人塚は市指定史跡に、それぞれ選定されている。松平氏菩提寺の大樹寺を建立したのも松平親忠とされる。
1560年桶狭間の戦いで敗れ、大高城から敗走して来た松平元康（後の徳川家康）が大樹寺に逃げ込み、自害を図ろうとしたところ、住職の登誉天室に諭されて思い留まったと伝わる。
江戸時代には大樹寺領及び鴨田天満宮領となる。1878年に門前村と合併。1889年周辺の薮田村、百々村、瀧村、東阿知和村、井田村ともに大樹寺村と合併。その後額田郡岩津町を経て、1955年から岡崎市鴨田町となる。
1976年岡崎都市計画中部土地区画整理事業により井田新町が分離。1978年同事業により鴨田南町、寿町、大樹寺1丁目、同3丁目、薮田1丁目が分離。同年東阿知和土地区画整理組合の事業により堂前町が分離。

### 町名の変遷
| 実施後   | 実施年月日                | 実施前（各町名ともその一部） |
| -------- | ------------------------- | ---------------------------- |
| 鴨田南町 | 1978年（昭和53年）3月21日 | 鴨田町、井田町の一部         |

## 交通
道路
- 国道248号
- 愛知県道26号岡崎環状線（竜北メーンロード）

## 施設
- 名古屋スバル自動車 岡崎店
- 丸源ラーメン 岡崎鴨田店
- AOKI 岡崎鴨田店
- ローソン 岡崎鴨田南町

## その他

### 日本郵便
- 郵便番号 : 444-2123[4]（集配局：岩津郵便局[17]）。